# My Family and Other Animals
My Family and Other Animals (em português: A Minha Família e Outros Animais) é um telefilme britânico de 2005 dirigido por Sheree Folkson, baseado no livro autobiográfico de mesmo nome escrito por Gerald Durrell.

## Sinopse
Para fugir do clima da Inglaterra, a família Durrell decide se mudar para a ilha de Corfu, na Grécia, nos anos 30. O caçula Gerald se encanta com a fauna local e começa a estudá-la, criando um exótico zoológico em sua nova casa.

## Elenco
- Eugene Simon ...Gerald Durrell
- Imelda Staunton ...Louisa Durrell
- Chris Langham ...Theodore Stephanides
- Omid Djalili ...Spiros
- Matthew Goode ...Larry Durrell
- Russell Tovey ...Leslie Durrell
- Tamzin Merchant ...Margo Durrell
- Alexander Armstrong ... Narrador / Gerry Adulto (voz)

## Prêmios e indicações
| Ano  | Prêmio                    | Categoria    | Indicação       | Resultado |
| ---- | ------------------------- | ------------ | --------------- | --------- |
| 2006 | International Emmy Awards | Melhor Atriz | Imelda Staunton | Indicado  |